# Sepsina bayoni
Sepsina bayoni är en ödleart som beskrevs av  Bocage 1866. Sepsina bayoni ingår i släktet Sepsina och familjen skinkar. Inga underarter finns listade i Catalogue of Life. Artepitet i det vetenskapliga namnet hedrar Francisco Antonio Pinheiro Bayão från Portugal som hade en fruktodling i Angola.
Denna ödla förekommer i nordvästra Angola, västra Kongo-Kinshasa och västra Kongo-Brazzaville. Den lever i låglandet och i kulliga regioner upp till 500 meter över havet. Individerna vistas i savanner med växter av släktet Euphorbia. De besöker även kulturland. Exemplaren gräver underjordiska bon. Äggen kläcks redan inuti honans kropp.
För beståndet är inga hot kända. Hela populationen bedöms som stabil. IUCN listar arten som livskraftig (LC).